# Arcos de la Polvorosa
Arcos de la Polvorosa ist ein nordwestspanischer Ort und eine Gemeinde (municipio) mit nur noch 216 Einwohnern (Stand: 2024) im Süden der Provinz Zamora in der Autonomen Gemeinschaft Kastilien-León. 

## Lage und Klima
Arcos de la Polvorosa liegt am westlichen Rand der Kastilischen Hochebene (Meseta Iberica) in einer Höhe von ca. 695 m am Río Esla, der die Gemeinde im Osten begrenzt. Die Provinzhauptstadt Zamora ist gut 48 Kilometer (Fahrtstrecke) in südlicher Richtung entfernt. 
Das gemäßigte Kontinentalklima wird nur selten vom Atlantik beeinflusst.

## Bevölkerungsentwicklung
| Jahr      | 1970 | 1981 | 1991 | 2001 | 2011 | 2021 |
| Einwohner | 367  | 357  | 324  | 283  | 262  | 218  |

## Sehenswürdigkeiten

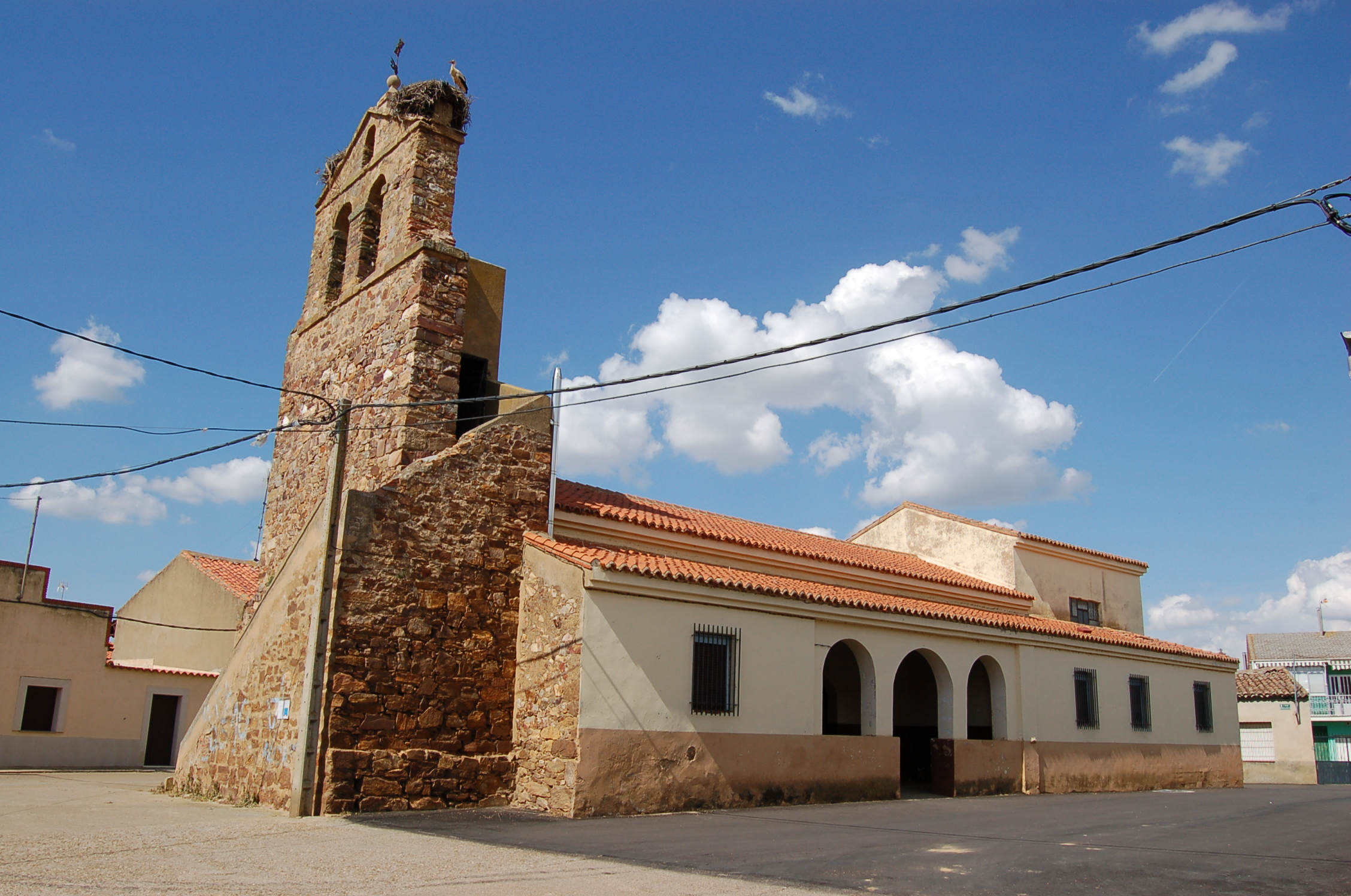
Salvatorkirche
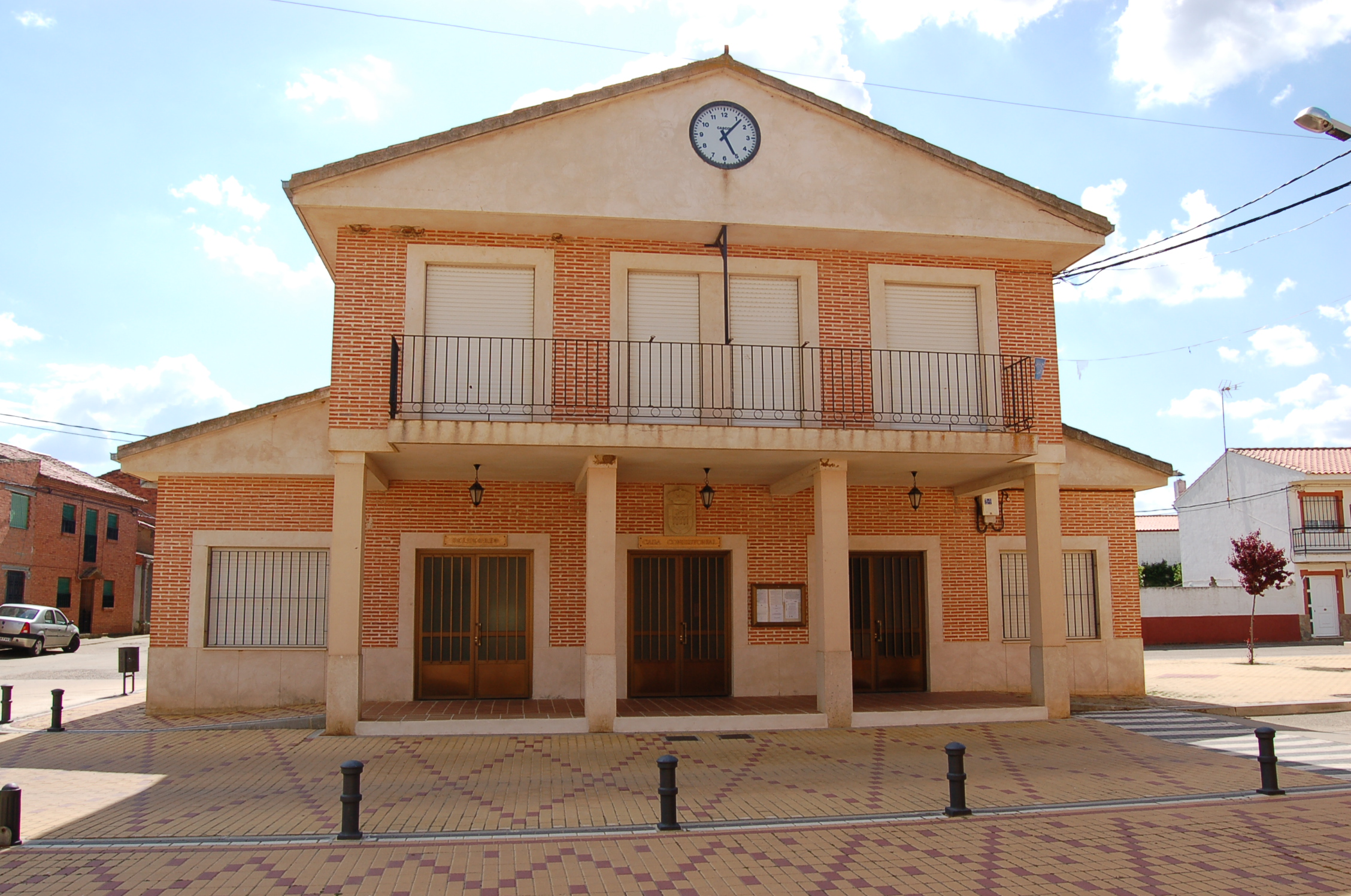
Rathaus

- Salvatorkirche
- Rathaus